# Thecla lisus
Thecla lisus är en fjärilsart som beskrevs av Stoll 1790. Thecla lisus ingår i släktet Thecla och familjen juvelvingar. Inga underarter finns listade i Catalogue of Life.